# Pioneer Fund
Pioneer Fund är en amerikansk ideell rasbiologisk stiftelse grundad 1937 "för att främja det vetenskapliga studiet av ärftlighet och mänsklig olikhet" samt för att "förbättra den vita rasen genom forskning kring rashygien". Den leds för närvarande (2023) av psykologiprofessor Richard Lynn, och framhåller själv att den fokuserar på projekt som den befarar annars inte skulle få stöd på grund av sin kontroversiella natur. Stiftelsen har sitt säte på Upper East Side i Manhattan i New York. Organisationen beskrivs ofta som rasistisk och förespråkare av vit makt.
Två av de mest kända forskningsprojekt som fått stöd från Pioneer Fund är den så kallade Minnesota Study of Twins Reared Apart och Texas Adoption Project, vilka studerade likheter och skillnader mellan tvillingar och andra barn som adopterats bort. Pioneer Fund har varit en viktig källa till finansiering av den delvis genetisk baserade hypotesen om "IQ-variation mellan raser". Stiftelsens stipendiater och publikationer har skapat kontroverser sedan 1994 års publicering av The Bell Curve, som vilade tungt på forskning finansierad av Pioneer Fund. Stiftelsen har också kritiserats för att ha en luddig syn på eugenik. Southern Poverty Law Center (SPLC), en medborgarrättsgrupp, har beskrivit Pioneer Fund som en hatgrupp på grund av sin historia och dess finansiering av organisationer och personer som uppfattas som rasistiska.

## Grundande och tidig historia
Pioneer Fund instiftades 11 mars 1937. En av grundarna var Wickliffe Preston Draper, som var arvtagare till en stor förmögenhet som resultat av sin pappas framgång som textilindustrialist (SIC), ordförande på Grafton and Upton Railroad och bankdirektör på Milford National Bank. Draper's pappa, George Albert Draper, kompilerade även en mängd av sina egenskrivna brev i en bok vid namn "Some views on the tarriff question", som gavs ut år 1886 av organisationen American Protective Tarriff League. 
Wickliffe Preston Draper var stiftelsens "starke man" från 1937 till 1972. Han grundade Pioneer Fund efter att ha fått ett intresse av den på 30-talet aktiva rashygienrörelsen. År 1935 besökte Draper Nazityskland för att träffa ledande eugeniker.
Pioneer Fund själva beskriver honom som en "intellektuell filantrop".
Draper finansierade också förespråkare av repatriering av svarta till Afrika och han var motståndare till medborgarrättslagar för svarta. Dessutom gav han stora bidrag till motståndet mot den amerikanska medborgarrättsrörelsen och de beslut om desegregation som Högsta Domstolen beslutat om, såsom $215,000 år 1963 till Mississippi State Sovereignty Commission, som var en delstatlig organisation som bedrev informations- och propagandakampanjer för att motverka desegregationen.
En av organisationens två andra grundare, Frederick Osbourn, kallade de nazistiska rashygienlagarna för "det viktigaste experimentet som någonsin provats".
Den tredje grundaren, Harry Hamilton Laughlin, var stiftelsens första president (ordförande) för Pioneer Fund åren 1937–1941. Han efterträddes av 

## Aktuella stipendiater
Huvuddelen av stiftelsens bevillningar går till akademisk forskning till forskare vid knappt 40 olika universitet, och mindre summor har donerats till politiska eller juridiska organisationer, huvudsakligen med inriktning mot att begränsa invandringen. Siffrorna i följande uppräkning är från 1971 och till 1996, och har justerats till 1997 års nivåer.

### Akademisk forskning
Många av de forskare vars arbete stöder den hereditära hypotesen när det gäller Ras och intelligens har fått pengar från Pioneer Fund. Stiftelsen donerar också pengar till annan forskning som bedöms ligga i linje med dess syfte. Större summor, i fallande ordning har skänkts till:
- Thomas J. Bouchard vid University of Minnesota. Bouchard fick 2,3 miljoner USD för sin tvillingstudie, Minnesota Study of Identical Twins Reared Apart (MISTRA), mer känd som Minnesota Twins Project. Projektet jämförde tvillingar som hade vuxit upp i olika familjer.
- Arthur Jensen vid Institute for the Study of Educational Differences
- J. Philippe Rushton vid University of Western Ontario är den nuvarande ordföranden för stiftelsen sedan 2002. År 1999 använde Rushton en del av sitt stipendium för att skicka ut tiotusentals exemplar av sin bok Race, Evolution and Behavior till antropologer, psykologer och sociologer, vilket skapade debatt.[5]
- Roger Pearson vid Institute for the Study of Man. Eugenikern och anthropologen Pearson är grundaren av Journal of Indo-European Studies,[15] och tog emot över en miljon dollar i stipendier på 80- och 90-talen.[5][14] Pearson var (under pseudonym) redaktör för The New Patriot, ett kortlivat magasin som existerade 1966–67 för att genomföra "a responsible but penetrating inquiry into every aspect of the Jewish Question."[14]
- Richard Lynn vid Ulster Institute for Social Research och Mankind Quarterly.
- Linda Gottfredson vid the University of Delaware.

Andra kända stipendiater är:
- Hans Eysenck
- Lloyd Humphreys
- Joseph M. Horn
- Robert A. Gordon
- Garrett Hardin, uppfinnare av frasen "allmänningens tragedi"
- R. Travis Osborne
- Audrey M. Shuey
- Philip A. Vernon
- William Shockley, vinnare av Nobelpriset i fysik 1956, mottog en serie anslag under 70-talet.

Notera att stiftelsen endast har finansierat en del av ovanstående forskning och inte nödvändigtvis deras viktigaste forskningsinsatser.[källa behövs]

## Kritik
Pioneer Fund har gjort flera kontroversiella politiska ställningstaganden, främst gällande "rasfrågor". Organisationen har också tagit ställning mot invandring till USA. På sextiotalet krävde personer i organisationens ledning att alla nazistiska krigsförbrytare skulle släppas.[källa behövs]
Pioneer Fund har på senare tid beskrivits som en stödpelare till rasistiska högerprojekt.

Organisationen har vidare fått kritik för sin koppling till bl.a. Roger Pearson, som beskrivs som nazist.
Organisationen har även anklagats för att ha åsikten att judar använder svarta och latinamerikaner som ett medel för att ta över världen.

## Fotnoter
1. 1 2  
Falk, Avner (på Engelska). Anti-semitism: a history and psychoanalysis of contemporary hatred. Westport, Connecticut: Praeger Publishers. sid. 18-19. ISBN 978-0-313-35384-0. http://books.google.com/books?id=zL_0WOiZj0oC&printsec=frontcover&dq=Anti-semitism:+a+history+and+psychoanalysis+of+contemporary+hatred.&hl=EN&ei=hwsLTusaxMSzBsf04KkO&sa=X&oi=book_result&ct=result&resnum=1&ved=0CCYQ6AEwAA#v=onepage&q&f=false. Läst 29 juni 2011.  ”the Pioneer Fund, a racist foundation”
2. ↑  "About Us Arkiverad 12 april 2013 hämtat från the Wayback Machine.." Pioneer Fund. Retrieved on December 15, 2009.
3. ↑  
Kingsolver, Ann E.. ”Proposition 187, "Globalization", an Strategic Alterity: Marked and Unmarked immigrants”. i Achino-Loeb, Maria-Luisa (på Engelska). Silence: the currency of power. Berghahn Books. sid. 76. ISBN 1-84545-130-9. http://books.google.com/books?id=7z-M8Cw_Ms0C&printsec=frontcover&dq=Silence:+the+currency+of+power&hl=EN&ei=jVwLTt_MBcPLswbv5siyDg&sa=X&oi=book_result&ct=result&resnum=1&ved=0CCYQ6AEwAA#v=onepage&q=Pioneer%20Fund&f=false. Läst 29 juni 2011.  ”the Pioneer Fund, a eugenicist (and many would argue, by extension, a white supremacist) organization”
4. ↑  Wroe, Andrew (på Engelska). The Republican party and immigration politics: from Proposition 187 to George W. Bush. University of Illinois Press. sid. 81. ISBN 0230600530. Arkiverad från originalet den 31 maj 2011. https://web.archive.org/web/20110531151434/http://www.ebook3000.com/The-Republican-Party-and-Immigration-Politics--From-Proposition-187-to-George-W--Bush--Studies-of-the-Americas-_129495.html. Läst 29 juni 2009.  ”In a press release, Taxpayers described the Pioneer Fund
as a “white supremacist” organization.”
5. 1 2 3 4  
Tucker, William H. (på Engelska). The funding of scientific racism: Wickliffe Draper and the Pioneer Fund. University of Illinois Press. ISBN 0-252-02762-0. http://books.google.com/books?id=C-jIEhfKPaYC&printsec=frontcover&dq=William+H.+Tucker&hl=EN&ei=g6P8TZzKEcPUsgbDysTyDQ&sa=X&oi=book_result&ct=result&resnum=1&ved=0CCYQ6AEwAA#v=onepage&q&f=false. Läst 29 juni 2011
6. ↑  Lombardo, Paul A. (4 augusti 2002). ”"The American Breed": Nazi eugenics and the origins of the Pioneer Fund”. Albany Law Rev "65" (3):  ss. 743–830. PMID 11998853.
Rushton, J. Philippe (4 augusti 2002). ”The Pioneer Fund and the Scientific Study of Human Differences”. Albany Law Rev "66":  ss. 209.
Lombardo, Paul A. (4 augusti 2002). ”Pioneer's Big Lie”. Albany Law Rev "66":  ss. 1125.
Tucker, William H. (4 augusti 2002). ”A Closer Look at the Pioneer Fund: Response to Rushton”. Albany Law Rev "66":  ss. 1145.
7. ↑  Southern Poverty Law Center Map of Hate Organizations. Arkiverad 29 september 2006 hämtat från the Wayback Machine. Retrieved July 16, 2006.
8. ↑  Pioneer Fund Founders Arkiverad 30 november 2012 hämtat från the Wayback Machine. Retrieved April 11, 2007.
9. ↑  
J.P., Jackson, (2005). Science for segregation: race, law, and the case against Brown v. Board of Education. City: New York University Press. sid. 34. ISBN 0814742718
10. ↑  
T., Hashaw, (2007). Children of Perdition: Melungeons and the Struggle of Mixed America. City: Mercer University Press. sid. 158. ISBN 0881460745
11. 1 2  
Sklar, Holly (på Engelska). Chaos or community?: seeking solutions, not scapegoats for bad economics. Cambridge, MA: South End Press. sid. 74. ISBN 0-89608-512-0. http://books.google.com/books?id=XIteGCqOzEMC&printsec=frontcover&dq=Chaos+or+community?:+seeking+solutions,+not+scapegoats+for+bad+economics&hl=sv&ei=jRwLTqC8MtDJsgbeopW-Dg&sa=X&oi=book_result&ct=result&resnum=1&ved=0CCoQ6AEwAA#v=onepage&q&f=false. Läst 29 juni 2011.  ”The Pioneer Fund has long financed leading eugenicists”
12. ↑  ”"Some views on the tarriff question"”. internetarchive.org. 31 augusti 2007. https://archive.org/details/someviewsontarif00draprich/page/n7/mode/2up. Läst 10 februari 2025.
13. ↑  Mehler, Barry. Pioneer Fund Grant Totals, 1971-1996. Arkiverad 3 mars 2016 hämtat från the Wayback Machine. Retrieved July 16, 2006.
14. 1 2 3  Mehler, Barry (July 7, 1998). Race Science and the Pioneer Fund Arkiverad 17 juni 2016 hämtat från the Wayback Machine. Originally published as "The Funding of the Science" in Searchlight, No. 277.
15. ↑  The Journal of Indo-European Studies Arkiverad 25 oktober 2005 hämtat från the Wayback Machine. via A. Richard Diebold Center for Indo-European Language and Culture.
16. ↑  ”Grantees” (på engelska). Pionner Fund. Arkiverad från originalet den 27 juli 2011. https://web.archive.org/web/20110727175000/http://www.pioneerfund.org/Grantees.html. Läst 29 juni 2011.
17. ↑  
Faith Weiss, Sheila (2010) [2010] (på Engelska). The Nazi Symbiosis: Human Genetics and Politics in the Third Reich. University of Chicago Press. sid. 275-279. ISBN 0-226-89176-3. http://books.google.com/books?id=ppLosZ_pcVEC&printsec=frontcover&dq=The+Nazi+Symbiosis:+Human+Genetics+and+Politics+in+the+Third+Reich&hl=EN&ei=pRYLTtq8Gs72sgaGlp3pDg&sa=X&oi=book_result&ct=result&resnum=1&ved=0CCYQ6AEwAA#v=onepage&q&f=false. Läst 29 juni 2011.  ”From recent scholarship, however, we know that it was (and still is) involved in supporting all sorts of racist and right-wing projects.”
18. ↑  
Yeadon, Glenn; Hawkins, John (på Engelska). The Nazi Hydra in America: Suppressed History of a Century - Wall Street and the Rise of a Fourth Reich. Joshua Tree, Kalifornien: Progressive Press. sid. 160. ISBN 0-930852-43-5. http://books.google.com/books?id=vh7sx2xtjGEC&lpg=PP1&dq=The%20Nazi%20Hydra%20in%20America%3A%20Suppressed%20History%20of%20a%20Century&hl=EN&pg=PA160#v=onepage&q=Pioneer%20Fund&f=false. Läst 29 juni 2011
19. ↑  
Kharem, Haroom (på Engelska). A curriculum of repression: a pedagogy of racial history in the United States. New York: Peter Lang Publishing. sid. 130. ISBN 0-8204-5663-2. http://books.google.com/books?id=f2N-PNp5_HQC&lpg=PP1&dq=A%20curriculum%20of%20repression%3A%20a%20pedagogy%20of%20racial%20history%20in%20the%20United%20States&hl=sv&pg=PR6#v=onepage&q&f=false. Läst 29 juni 2011.  ”Adam miller states in his article "The Pioneer Fund: Bankrolling the Professors of Hate" in Journal of Blacks in Higher Education No. 6 (Winter 1994/1995), eugenicists have now gathered themselves under the umbrella of the Pioneer Fund and have focused their attention  not only on the inferiority of blacks and Latinos, but also on the notion that people of color have been used by Jews to undermine the white race so they can take over the world.”

## Om Pioneer Fund
- Kenny MG (4 augusti 2002). ”Toward a racial abyss: eugenics, Wickliffe Draper, and the origins of The Pioneer Fund”. J Hist Behav Sci "38" (3):  ss. 259–83. doi:10.1002/jhbs.10063. PMID 12115787.
- Weyher, Harry F. (4 augusti 1999). ”The Pioneer Fund, the Behavioral Sciences, and the Media's False Stories”. Intelligence. http://home.comcast.net/~neoeugenics/pioneer.htm.